# Alberto Fontanesi
Alberto Fontanesi (Castel d'Ario, 10 marzo 1929 – Tresigallo, 1º aprile 2016) è stato un calciatore italiano, di ruolo attaccante.
Era il fratello maggiore di Carlo, anch'egli calciatore.

## Carriera

### Club
Alberto Fontanesi nacque a Castel d'Ario, il 10 marzo 1929 ma si trasferì con la famiglia di agricoltori molto presto a Tresigallo in provincia di Ferrara. Proprio nella cittadina del basso ferrarese iniziò a giocare a calcio per approdare successivamente alla Bondenese, squadra di Bondeno che allora militava in Serie C. Nella compagine del comune matildeo - che aveva già venduto Goffredo Stabellini alla Roma e che in seguito lancerà Giuliano Sarti, Franco Giavara, Luciano Arbizzani, Fabrizio Poletti e Franco Fabbri - Fontanesi militerà con Italo Allodi e Luciano Comaschi. Scoperto da Paolo Mazza, passa alla SPAL in Serie B, nel 1950. Nella stagione 1950-1951 la SPAL viene promossa in Serie A. Quell'anno, in un attacco prolifico, l'ala sinistra Fontanesi, spalleggiata a destra da Silvano Trevisani, realizzerà 16 gol in 33 partite.
Dopo 72 partite in Serie A e 15 reti, nel 1953 approda per 40 milioni alla Lazio. Nel frattempo il 26 ottobre del 1952 a Stoccolma gioca la sua terza ed ultima partita in Nazionale contro la Svezia.
Alla Lazio resta sino al 1955, giocando 44 partite ed andando a segno 10 volte. Passa quindi all'Udinese appena retrocesso in Serie B in seguito ad un illecito sportivo e dopo che era arrivata seconda in Serie A, e Fontanesi gioca cinque campionati collezionando 34 presenze e 8 gol in Serie B e, appena ritornati i bianconeri nella massima serie, 124 gare con 18 centri in Serie A.
Nel 1960 torna in Serie B con il Verona e nel 1963 conclude con la Sambenedettese, giocando le ultime 6 gare in Serie B, la sua carriera professionistica che proseguirà fra i dilettanti ferraresi sino alla soglia dei 40 anni.

### Nazionale
Conta 3 presenze in azzurro, tutte conseguite nel 1952. All'esordio con gli Stati Uniti, in una gara valida per le Olimpiadi di Helsinki, segnò anche un gol.
Fino alla convocazione di Manuel Lazzari nel 2018, è stato l'ultimo giocatore della SPAL a vestire la maglia dell'Italia.

## Statistiche

### Cronologia presenze e reti in nazionale
| Cronologia completa delle presenze e delle reti in nazionale ― Italia | Cronologia completa delle presenze e delle reti in nazionale ― Italia | Cronologia completa delle presenze e delle reti in nazionale ― Italia | Cronologia completa delle presenze e delle reti in nazionale ― Italia | Cronologia completa delle presenze e delle reti in nazionale ― Italia | Cronologia completa delle presenze e delle reti in nazionale ― Italia | Cronologia completa delle presenze e delle reti in nazionale ― Italia | Cronologia completa delle presenze e delle reti in nazionale ― Italia |
| Data                                                                  | Città                                                                 | In casa                                                               | Risultato                                                             | Ospiti                                                                | Competizione                                                          | Reti                                                                  | Note                                                                  |
| --------------------------------------------------------------------- | --------------------------------------------------------------------- | --------------------------------------------------------------------- | --------------------------------------------------------------------- | --------------------------------------------------------------------- | --------------------------------------------------------------------- | --------------------------------------------------------------------- | --------------------------------------------------------------------- |
| 16-7-1952                                                             | Tampere                                                               | Stati Uniti                                                           | 0 – 8                                                                 | Italia                                                                | Olimpiadi 1952 - Qualificazione                                       | 1                                                                     |                                                                       |
| 21-7-1952                                                             | Helsinki                                                              | Ungheria                                                              | 3 – 0                                                                 | Italia                                                                | Olimpiadi 1952 - Ottavi di finale                                     | -                                                                     |                                                                       |
| 26-10-1952                                                            | Stoccolma                                                             | Svezia                                                                | 1 – 1                                                                 | Italia                                                                | Amichevole                                                            | -                                                                     |                                                                       |
| Totale                                                                |                                                                       | Presenze                                                              | 3                                                                     |                                                                       | Reti                                                                  | 1                                                                     |                                                                       |

## Palmarès

### Club
- Campionato italiano di Serie B: 2

SPAL: 1950-1951
Udinese: 1955-1956